# گروسرودا
گروسرودا (به آلمانی: Großröda) یک منطقهٔ مسکونی در آلمان است که در Starkenberg واقع شده‌است. گروسرودا  ۲۲۵ نفر جمعیت دارد.